# Alberto Jiménez Fraud

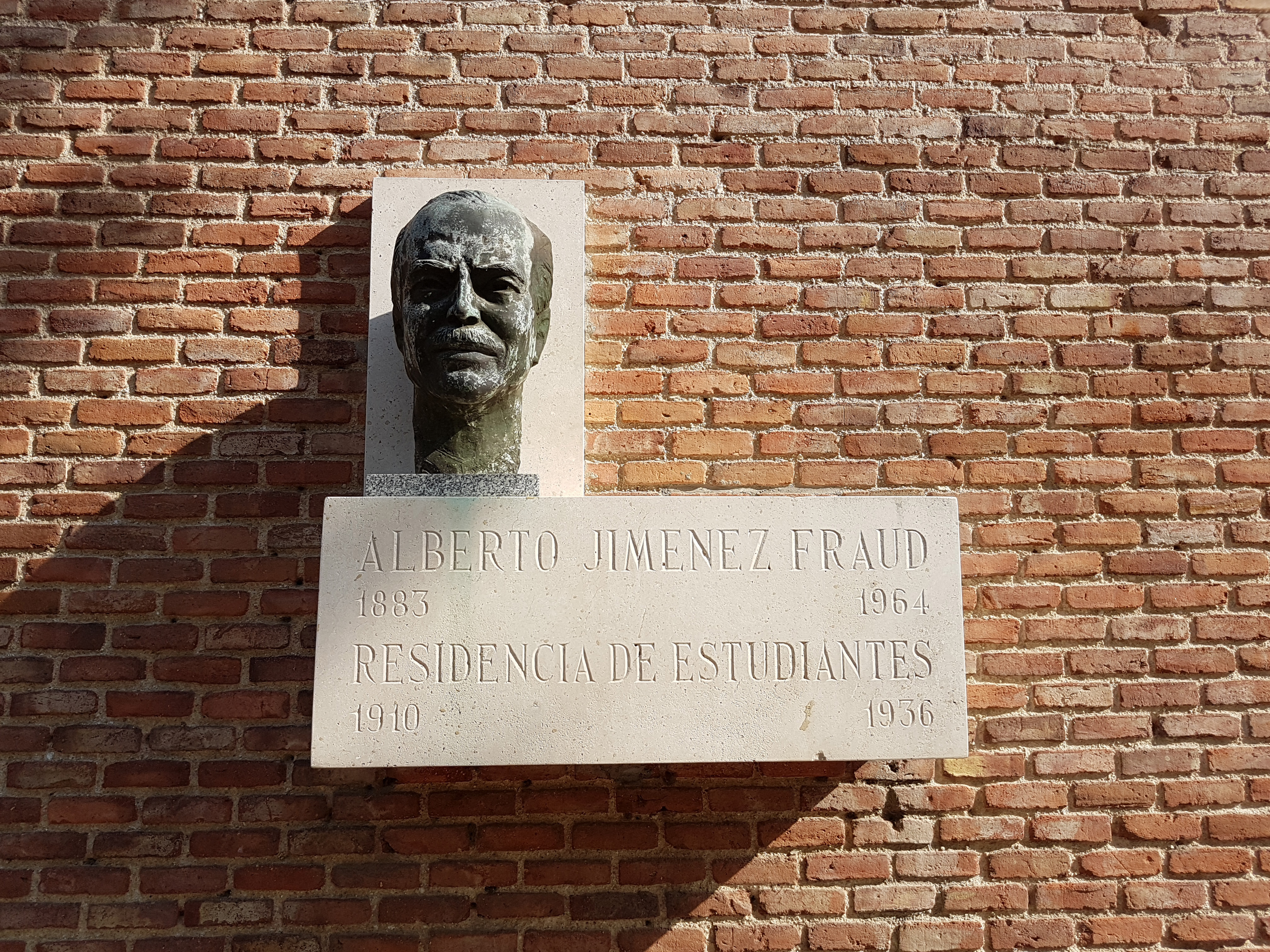
Alberto Jiménez Fraud.

Alberto Jiménez Fraud (* 4. Februar 1883 in Málaga; † 23. April 1964 in Genf) war ein spanischer Pädagoge.
Der  Jurist und Schüler von Francisco Giner de los Ríos gründete mit der Hilfe von Freunden wie Miguel de Unamuno und José Moreno Villa 1906 eine literarisch-intellektuelle Zeitschrift. Einige Jahre später wurde er Sekretär der Junta para Ampliación de Estudios. Studienreisen nach England in der Zeit zwischen 1907 und 1909 begeisterten ihn für das britische Collegesystem.
Ab 1910 leitete er die Residencia de Estudiantes in Madrid, die ihm zum Lebenswerk wurde. Unterstützung fand er dabei unter anderem beim Comité Hispano-Inglés. Nach erfolgreicher Tätigkeit musste Fraud 1936 wegen des Ausbruchs des Spanischen Bürgerkriegs nach Frankreich und später nach Oxford emigrieren.
Frauds Ehefrau Natalia war die Tochter des Gelehrten  Manuel Bartolomé Cossío.

## Werke
- Juan Valera y la Generación de 1898
- La ciudad del estudio (1944)
- Selección y forma (1944)
- Ocaso y restauración (1948)
- Residentes. Semblanzas y recuerdos, Madrid: Alianza, 1989.